# Austin Powers (série de films)
Pour plus de détails, voir Fiche technique et Distribution.
La saga Austin Powers est une série de trois films réalisés par Jay Roach racontant les aventures d'Austin Powers, un photographe de mode le jour et agent secret britannique la nuit, et notamment son duel contre le terrible Docteur Denfer (Doctor Evil dans la version originale, « Docteur Terreur » dans la version québécoise). Les rôles de ces deux personnages sont tenus par Mike Myers.

## Films
- 1997 : Austin Powers
- 1999 : Austin Powers 2 : L'Espion qui m'a tirée
- 2002 : Austin Powers dans Goldmember

## Distribution et personnages
| Acteurs            | Films                | Films                  | Films                  |
| Acteurs            | Austin Powers (1997) | Austin Powers 2 (1999) | Austin Powers 3 (2002) |
| ------------------ | -------------------- | ---------------------- | ---------------------- |
| Austin Powers      | Mike Myers           | Mike Myers             | Mike Myers             |
| Docteur Denfer     | Mike Myers           | Mike Myers             | Mike Myers             |
| Basil Exposition   | Michael York         | Michael York           | Michael York           |
| Numéro 2           | Robert Wagner        | Robert Wagner          | Robert Wagner          |
| Frau Farbissina    | Mindy Sterling       | Mindy Sterling         | Mindy Sterling         |
| Scott Denfer       | Seth Green           | Seth Green             | Seth Green             |
| Vanessa Kensington | Elizabeth Hurley     | Elizabeth Hurley       |                        |
| Mini-moi           |                      | Verne Troyer           | Verne Troyer           |
| Gras-Double        |                      | Mike Myers             | Mike Myers             |
| Mme Kensington     | Mimi Rogers          |                        |                        |
| Felicity Bonnebez  |                      | Heather Graham         |                        |
| Foxxy Cleopatra    |                      |                        | Beyoncé Knowles        |
| Nigel Powers       |                      |                        | Michael Caine          |
| Goldmember         |                      |                        | Mike Myers             |

## Récurrences
Au cours des films, on peut remarquer des récurrences plus ou moins évidentes :
- Austin effectue une chorégraphie au début de chaque film après l'introduction ; ce moment constitue le générique de début. La musique, composée par Quincy Jones, s'intitule Soul Bossa Nova.
- Austin a une nouvelle compagne à chaque film :
  - Vanessa Kensigton (Elizabeth Hurley) : après avoir aidé Austin à contrecarrer le plan du docteur Denfer une première fois, elle se mariera avec lui à la fin du premier volet, mais elle se révèlera être une femme-robot au début du deuxième film et explosera.
  - Félicity Bonnebez (Heather Graham) : elle sauve Austin d'une tentative d'assassinat dans le deuxième film et l'aidera à retrouver le docteur Denfer. Elle meurt asphyxiée par un gaz mortel, mais Austin remonte le temps pour revenir dix minutes plus tôt et parvient à la sauver. Le problème est que Félicity ira avec Austin -10 (celui des dix minutes plus tôt), ce qui laissera Austin +10 seul, mais celui-ci ne semblera pas en être trop affecté puisqu'au début du troisième film, il a l'air d'avoir retrouvé sa joie de vivre.
  - Foxxy Cléopatra (Beyoncé Knowles) : Austin la retrouve au Studio 69 quand il part chercher son père en 1975. C'est avec elle qu'il va essayer de contrecarrer le plan du docteur Denfer et de Goldmember ; ils y réussiront et resteront ensemble à la fin du film.
- Burt Bacharach fait une apparition dans chacun des films ; il y joue son propre rôle.
- On peut voir des scènes pendant le générique de fin.
- Le docteur Denfer a un nouveau plan diabolique dans chaque film :
  - Projet Vulcain : envoyer une tête nucléaire au centre de la Terre pour faire entrer tous les volcans du monde en éruption et recouvrir la planète de lave.
  - Allan Parson's project : détruire les grandes villes mondiales à l'aide d'un « giga-laser » depuis la Lune.
  - Préparation H: attirer une météorite en or massif (Midas 22) vers la calotte glaciaire terrestre à l'aide d'un « rayon tracteur », visant à provoquer la fonte de la banquise et une montée des eaux à l'échelle mondiale
- Chaque épisode se termine sur le docteur Denfer (père dans les deux premiers, fils dans le troisième) disant qu'Austin et lui se reverront, laissant à penser que les aventures d'Austin Powers ne se finissent pas tout à fait.

## Adaptations

### Jeux vidéo
- 1999 : Austin Powers: Operation Trivia sur Windows
Noté 8/10 sur IGN[1] et 3,8/10 sur GameSpot[2]
- 2000 : Austin Powers: Oh Behave! / Austin Powers: Welcome to my Underground Lair! sur Game Boy Color
Notés 1/10 sur Gamekult[3], 3/10 sur IGN[4] et 8/20 sur Jeuxvideo.com[5]. Les deux jeux proposent des mini-jeux similaires déclinés en deux thèmes, l'un autour d'Austin Powers et l'autre autour du Dr. Denfer.
- 2002 : Austin Powers Pinball sur PlayStation et Windows
Noté 46 % dans PC Gamer US[6]

### Flipper
Un flipper Austin Powers est sorti en 2001